# Посёлок Водников
Водников — посёлок в составе Беломорского городского поселения Беломорского района Республики Карелия. Входит в состав г. Беломорска.

## География
Расположен на берегу Беломорско-Балтийского канала на трассе Северного (Беломорского) склона. С южной окраины переходит в деревню Шижня.
Осевая улица — Водниковское шоссе.

### Климат
Находится на территории, относящейся к районам Крайнего Севера.
Зима длится до двухсот дней, лето не более шестидесяти дней. Средняя температура февраля −11,2 °C, июля +15,9 °C

## История
Посёлок вырос для строителей Беломорканала. При строительстве ББК здесь были размещены режимные объекты БелБалтЛага.
Указом Президиума Верховного Совета РСФСР от 11 сентября 1938 года село Сорока, посёлок лесопильщиков имени В. П. Солунина на правом берегу реки Выг, посёлок Водников ББК и посёлок железнодорожников станции Сорокская были объединены и получили статус города и название Беломорск.

## Население
Население посёлка при 19 шлюзе ББК учитывается в общей численности г. Беломорска.

## Инфраструктура
Основа экономики — обслуживание водного пути.
Школа, Шиженский порт, отделение почтовой связи Шижня 186532

## Транспорт
Автомобильный, водный транспорт. Ближайшая железнодорожная станция — остановочный пункт 14 километр в д. Шижня примерно в 1,5 км к югу.
Остановки общественного транспорта «Школа», «Посёлок Водников».